# Книрель, Юрий Александрович
Юрий Александрович Книрель (род. 1948) — химик, лауреат премии имени Ю. А. Овчинникова (2009) и Государственной премии Украины в области науки и техники (2009).

## Биография
Родился 16 декабря 1948 года в Симферополе.
В 1971 году — окончил химический факультет МГУ.
С 1971 года — аспирант, младший научный сотрудник, старший научный сотрудник, ведущий научный сотрудник, главный научный сотрудник; в 2005—2021 годах — заведующий лабораторией химии углеводов Института органической химии имени Н. Д. Зелинского РАН.
Научные интересы: изучение строения и биологических свойств антигенных полисахаридов и липополисахаридов бактерий, разработка методов структурного анализа сложных углеводов.
Представитель России в Международном и Европейском комитетах по углеводам.
Редактор международного журнала «Carbohydrate Research».
Член редакционного совета международного серийного издания «Advances in Carbohydrate Chemistry and Biochemistry»,
Член редакционных коллегий журнала «Биохимия» и международного журнала «Journal of Carbohydrate Chemistry».
Входит в ТОП-100 российских учёных-химиков по цитируемости: публикаций — 706, цитирований — 8378, индекс Хирша — 37.

## Награды
- Государственная премия Украины в области науки и техники (2009)[2]
- Премия имени Ю. А. Овчинникова (2009) — за цикл работ «Молекулярные основы участия липополисахарида чумного микроба в патогенезе чумы»